# Rudolf Lenhartz
Rudolf Lenhartz (* 10. Februar 1925 in Bünde, Ostwestfalen; † 11. August 1987 in Bad Wiessee) war ein deutscher Bergingenieur und Manager im Bergbau.

## Leben
Lenhartz verbrachte seine Jugend bis zum Abitur in Bünde. Danach studierte er von 1947 bis 1948 an der Rheinischen Friedrich-Wilhelms-Universität Bonn Naturwissenschaften und von 1949 bis 1952 Bergbau an der RWTH Aachen; er erwarb den akademischen Grad eines Diplom-Ingenieurs. Er wurde Mitglied des Corps Guestphalia Bonn und des Corps Silesia, das damals in Köln und Aachen ansässig war. Als Bergreferendar war er im Vorbereitungsdienst von 1953 bis 1956 am Oberbergamt Dortmund tätig. Nach dem Staatsexamen erhielt er als Bergassessor a. D. bis 1963 eine Anstellung in der Zeche Nordstern und war danach bis 1965 Werksleiter der Zeche Graf Moltke. Nach einer ersten Vorstandstätigkeit bei der Zeche Graf Moltke wurde Lenhartz im Jahr 1970 Generalbevollmächtigter der Ruhrkohle AG. Von 1976 bis zu seinem überraschenden Tod nach einer Herzoperation war er Vorsitzender des Vorstands der Saarbergwerke. 

## Ehrungen
- Ehrendoktorwürde (als Dr.-Ing. E. h.)
- Bundesverdienstkreuz 1. Klasse (9. Mai 1985)[1]